# Palauastrea ramosa
Espèce
Statut de conservation UICN

 NT  : Quasi menacé
Statut CITES
Palauastrea ramosa est une espèce de coraux appartenant à la famille des Astrocoeniidae ou la famille Pocilloporidae.